# Mathurin Régnier
Mathurin Régnier (Chartres, 21 de desembre de 1575 - Rouen, 22 d'octubre de 1613) va ser un escriptor francès.

## Vida
Mathurin Régnier, és un dels escriptors més originals del segle xvi. Naix a Chartres el 21 de desembre de 1575, any de la Massacre de Sant Bartomeu. Son pare, Jacques Régnier, era un burgés que havia creat en la plaça de les Halles un joc de pilota que va ser molt popular durant la seua època amb el nom de trinquet Régnier. Sa mare, Simone Desportes, era la germana del també poeta Philippe Desportes, que era abat i bastant conegut en la seua època com a poeta, a més de ser un dels intel·lectuals que va aconseguir guanyar diners amb l'ofici d'escriptor. Son pare desitjava que Mathurin Régnier heretara el lloc eclesiàstic del seu oncle, per la qual cosa el va tonsurar amb set anys.
Mathurin escoltava el seu oncle llegir poesia i per això va començar a imitar-lo, component poemes satírics dirigits als burgesos que acudien al trinquet de son pare. Viatja a París i amb 20 anys passa al servei del Cardenal de Joyeuse. Viatja per primera vegada a Roma l'any 1593 i comença a escriure les seues sàtires. Aquest gènere va estar molt de moda a principis del segle xvii, rebia el nom de sàtira bernesca, en honor de l'italià Berni. També els clàssics Horaci i Juvenal van influir bastant en l'obra de Régnier a l'hora de triar els temes, així com Montaigne.
L'any 1601 viatja a Roma per segona vegada, acompanyant a Philippe de Béthune, ambaixador del rei Enric IV, i hi va romandre fins a 1605. D'aquest viatge va tornar bastant decebut.
Va morir a Rouen, el 22 d'octubre de 1613, als quaranta anys.

## Poètica
En l'època de Mathurin Régnier, era viva la polèmica entre els seguidors de La Plèiade i els de Malherbe. El seu oncle Desportes era el blanc principal dels atacs de Malherbe, i Régnier va estar sempre alineat entre els seguidors de La Plèiade, criticant l'estreta cotilla que Malherbe volia imposar a la poesia francesa.
Régnier va ser molt criticat pels seus contemporanis a causa de la seua vida depravada i bohèmia, la qual cosa va afectar la consideració de què va gaudir en aquella època la seua obra.

## Obres
- Sàtires (I a XVI)
- Epístoles (Epistres)
- Elegies (Elégies)
- Poesies diverses (Poésies diverses)
- Poesies espirituals (Poésies spirituelles)